# Bulbul colltacat
El bulbul colltacat (Pycnonotus tympanistrigus) és una espècie d'ocell de la família dels picnonòtids (Pycnonotidae). És endèmic de l'illa de Sumatra, aIndonèsia. Els seus hàbitats principals són els boscos tropicals i subtropicals de frondoses humits de les terres baixes i de l'estatge montà i les àrees forestals fortament degradades. El seu estat de conservació es considera gairebé amenaçat.